# Proatheris superciliaris
Proatheris superciliaris är en ormart som beskrevs av Peters 1855. Proatheris superciliaris är ensam i släktet Proatheris som ingår i familjen huggormar. Inga underarter finns listade i Catalogue of Life.
Arten når en längd av 50 till 60 cm. Den förekommer i östra Afrika samt på några öar nära kustlinjen. Ormen vistas där på marskland eller på liknande områden som ofta översvämmas. Den jagar främst mindre däggdjur. Honor föder levande ungar (ovovivipari).